# Fuguo, Shandong
Fuguo (kinesiska: 富国街道, 富国) är en socken i Kina. Den ligger i provinsen Shandong, i den östra delen av landet, omkring 150 kilometer nordost om provinshuvudstaden Jinan. Antalet invånare är 63 964. Befolkningen består av 31 832 kvinnor och 32 132 män. Barn under 15 år utgör 13,0 %, vuxna 15-64 år 77 %, och äldre över 65 år 8,0 %.
Genomsnittlig årsnederbörd är 656 millimeter. Den regnigaste månaden är juli, med i genomsnitt 268 mm nederbörd, och den torraste är mars, med 5 mm nederbörd.